# Fergal Keane
Pour les articles homonymes, voir Keane.
Fergal Patrick Keane, OBE, né le 6 janvier 1961, est un écrivain et présentateur de radio et de télévision irlandais. Il fut longtemps le correspondant en Afrique australe pour le BBC. Il est le neveu de l'écrivain irlandais John B. Keane.

## Biographie
Né à Londres, il grandit en Irlande (d'abord à Dublin, puis à Cork). Il ira aux écoles secondaires de Terenure College à Dublin et de Presentation Brothers College à Cork.
Lors de la fin de ses études en 1979, il commença à travailler en tant que journaliste au journal hebdomadaire Limerick Leader. Il travailla ensuite pour le Irish Press avant de commencer avec sa carrière télévisuelle avec RTÉ.
Il rejoignit la BBC en 1989 en tant que correspondant en Irlande du Nord, mais fut désigné correspondant en Afrique australe en août 1990, y ayant déjà travaillé pendant le début des années 1980. De 1990 à 1994, les reportages de Keane couvrirent les émeutes dans les townships sudafricains, les premières élections démocratiques et multiraciales dans ce pays, et le génocide au Rwanda.
En 1995 on le muta en Asie, le basant à Hong Kong. Deux ans plus tard, après la cession à la Chine, il retourna travailler au World Affairs Unit du BBC, à Londres.
Ses reportages lui ont valu des critiques plutôt positives, ainsi que des prix de journalisme et de littérature. Il est diplômé honoraire de l'université de Strathclyde et de l'université du Staffordshire. 
Le gouvernement britannique lui décerna un OBE en 1996.

## Œuvres publiées
- All of These People: A Memoir, HarperPerennial, 2006.  (ISBN 0-00-717693-7)
- A Stranger's Eye (BBC Radio Collection), BBC Audiobooks. 2001.  (ISBN 0-563-47814-4)
- Bloody Revolutionaries: Inside Story of the Irish National Liberation Army (en collaboration avec Rory Godson), Queen Anne Press, 1989.  (ISBN 0-356-17607-X)
- The Bondage of Fear: A Journey Through the Last White Empire, Penguin Books Ltd, 1995.  (ISBN 0-14-023488-8)
- Dispatches From the Heart, Penguin Books, 1999.  (ISBN 0-14-027155-4)
- Irish Politics Now: "This Week" Guide to the 25th Dáil (avec Shane Kenny), Brandon, 1987.  (ISBN 0-86322-095-9)
- Letters Home, Penguin Books Ltd, 1999.  (ISBN 0-14-028979-8)
- Letter to Daniel: Dispatches from the Heart, Penguin Books Ltd, 1996.  (ISBN 0-14-026289-X)
- Season of Blood: Rwandan Journey, Penguin Books Ltd, 1996.  (ISBN 0-14-024760-2)

## Prix reçus
- 1993 Amnesty International Press Awards
- 1994 Amnesty International Television Prize pour Journey Into Darkness
- 1994 Royal Television Society Journalist of the Year
- 1994 Sony Radio Reporter of the Year
- 1995 Prix Orwell, pour Season of Blood: A Rwandan Journey
- 1999 One Television Award
- 1999 The Voice of the Viewer and Listener, pour Letter to Daniel (radio)
- BAFTA Award, pour Valentina's Story
- James Cameron Prize for War Reporting
- Edward R. Murrow Prize for Foreign Reporting